# Romain De Loof
Romain De Loof (nascido em 6 de março de 1941) é um ex-ciclista belga. Depois de vencer o Campeonato Mundial UCI de Média Distância em 1962 e 1963 na categoria amadores, ele se profissionalizou e conquistou mais três medalhas em 1965–1967, incluindo uma de ouro. Competiu nos Jogos Olímpicos de Roma 1960 na perseguição por equipes de 4 km, mas não conseguiu chegar à final.
Entre 1965 e 1970, competiu em 56 corridas de pista de seis dias, vencendo em Milão (1969; com Rik Van Steenbergen), Amsterdã e Roterdã (ambas 1969; ambas com Peter Post). Após um acidente na corrida de Gent-Wevelgem, em 1970, ele sofreu uma fratura tripla da pélvis e teve que fazer uma pausa por um ano. Desligou-se das competições em 1975 e, mais tarde, passando a atuar como gerente da equipe de ciclismo profissional, Ebo-Cinzia en Marc-Zeepcentrale. Em fevereiro de 2010, De Loof recebeu uma medalha por serviços pela cidade de Eeklo.